# Tipula (Acutipula) cinnamomea
Tipula (Acutipula) cinnamomea is een tweevleugelige uit de familie langpootmuggen (Tipulidae). De soort komt voor in het Afrotropisch gebied.